# The Human League
The Human League is een Engelse synthpopgroep die is opgericht in 1977. In de jaren tachtig behaalde de band het grootste succes met singles als Don't You Want Me, Human en Mirror Man. Het enige vaste lid sinds de oprichting van de band is zanger Philip Oakey.

## Beginjaren
The Human League werd opgericht in Sheffield door synthesizer-spelers Martyn Ware en Ian Craig Marsh. De groep heette eerst "The Future", maar werd vlak na het toetreden van vocalist Philip Oakey omgedoopt in "The Human League". De band ging demo's opnemen en kreeg al snel de kans om op te treden. Ze tekenden een contract bij het onafhankelijke platenlabel Fast Product. Philip Adrian Wright werd lid van de band om diavoorstellingen te geven tijdens de optredens.
In 1978 werd de eerste single uitgebracht, Being Boiled. Een ep, The Dignity of Labour, werd uitgebracht in 1979. Datzelfde jaar tekende de band een contract bij Virgin Records. Er werden twee albums uitgebracht, Reproduction en Travelogue. De albums kregen lovende kritieken en het tweede album wist de Engelse Top 20 te bereiken. Door problemen binnen de groep besloten Ware en Marsh eind 1980 de groep te verlaten. Later zouden ze de band Heaven 17 oprichten.

## Doorbraak
Met het vertrek van de twee muzikanten uit de groep en met contractuele verplichtingen om op te treden, werden Wright en Oakey gedwongen om op zoek te gaan naar nieuwe bandleden. Wright leerde zelf de synthesizer bespelen en bassist Ian Burden en twee zangeressen, de schoolmeisjes Susan Ann Sulley en Joanne Catherall, werden in 1980 aangetrokken om de band te versterken. Later dat jaar werd ook gitarist Jo Callis (ex-The Rezillos) lid van de band en ging Martin Rushent (die eerder samenwerkte met de Stranglers) de platen produceren.
De grote doorbraak volgde met het album Dare!, wat hun meest succesvolle album is gebleken. Het bevat onder andere de hits The sound of the crowd, Love Action en Open Your Heart. Tevens bevat dit album de bands grootste hit, Don't You Wan't Me, dat eind 1981 in het Verenigd Koninkrijk op nummer één stond en in 1982 een wereldwijde hit werd. In 1983 werd Dare! opgevolgd door de ep Fascination, met daarop de singles Mirror Man en (Keep Feeling) Fascination. In 1984 volgde het album Hysteria. Dit werd niet zo succesvol als Dare!, maar wist met The Lebanon een redelijke hit te scoren. Het nummer Louise is in 2006 gecoverd door Robbie Williams op zijn album Rudebox.

## Latere jaren
Oakey bracht in 1984 een solosingle uit, Together in electric dreams, geproduceerd door Giorgio Moroder. Als duo brachten ze niet lang daarna een album uit, Philip Oakey & Giorgio Moroder. In 1986 keerde The Human League terug, met het door Jam & Lewis geproduceerde Crash. De single Human werd een grote hit, onder andere nummer één in de Verenigde Staten. Na deze single scoorde de band echter geen grote hits meer. Toen in 1990 het album Romantic? uitgebracht werd, waren de gloriedagen voorbij. Een single van het album, Heart Like a Wheel, werd een kleine hit, maar het album werd geen commercieel succes. Na dit album verbrak Virgin het contract met de band.
Vijf jaar later, in 1995, kwam de band weer terug. The Human League profileerde zich rond deze tijd als een trio, bestaande uit zanger Phil Oakey en zangeressen Susanne Sulley en Joanne Catherall. Ze tekenden een contract bij het EastWest-label en brachten een nieuwe single uit, Tell Me When, die regelmatig op radiostations gedraaid werd en in het Verenigd Koninkrijk een top tien-hit werd, de eerste sinds Human. Ook werd een nieuw album uitgebracht, Octopus, geproduceerd door Ian Stanley.
In 2001 kwam The Human League met Secrets. Door de opkomst van electroclash en de daarmee hernieuwde aandacht voor de synthpop kreeg dit album veel aandacht in de media. In 2004 bracht de groep een live-cd en dvd uit, Live at the Dome, opgenomen op 19 december 2003 in Brighton in de Dome Concert Hall.
Begin 2010 tekende The Human League een contract bij het platenlabel Wall of Sound. Dit jaar kwam het tiende album van de band uit. Ze kregen hun eigen studio in Sheffield en een contract met Sidewinder Management Ltd. The Human League ging door met live spelen en op festivals waren ze vaak de headliner.
Op 20 maart 2011 kwam de cd Credo uit die gevolgd werd door een Europese tour.
In 2022, uitgesteld door de Covidpandemie, en 2024 ging de band op tournee door Europa, ook door België in De Roma en Ancienne Belgique en TivoliVredenburg in Nederland.

## Discografie

### Albums
| Album met eventuele hitnotering(en) in de Nederlandse Album Top 100 | Datum van verschijnen | Datum van binnenkomst | Hoogste positie | Aantal weken | Opmerkingen |
| ------------------------------------------------------------------- | --------------------- | --------------------- | --------------- | ------------ | ----------- |
| Dare!                                                               | 1981                  | 23-01-1982            | 11              | 11           |             |
| Hysteria                                                            | 1984                  | 26-05-1984            | 16              | 9            |             |
| Crash                                                               | 1986                  | 20-09-1986            | 40              | 7            |             |

| Album met hitnotering(en) in de Vlaamse Ultratop 200 albums | Datum van verschijnen | Datum van binnenkomst | Hoogste positie | Aantal weken | Opmerkingen |
| ----------------------------------------------------------- | --------------------- | --------------------- | --------------- | ------------ | ----------- |
| Crash                                                       | 2011                  | 02-04-2011            | 85              | 1            |             |

### Singles
| Single met eventuele hitnotering(en) in de Nederlandse Top 40 | Datum van verschijnen | Datum van binnenkomst | Hoogste positie | Aantal weken | Opmerkingen                                                                                |
| ------------------------------------------------------------- | --------------------- | --------------------- | --------------- | ------------ | ------------------------------------------------------------------------------------------ |
| Love Action (I Believe in Love)                               | 1981                  | 05-09-1981            | tip8            | -            |                                                                                            |
| Don't You Want Me                                             | 1982                  | 16-01-1982            | 5               | 8            | Veronica Alarmschijf Hilversum 3 / #6 in de Nationale Hitparade / #3 in de TROS Top 50     |
| Open Your Heart                                               | 1982                  | 27-03-1982            | tip2            | -            | #20 in de Nationale Hitparade / #33 in de TROS Top 50                                      |
| Mirror Man                                                    | 1982                  | 11-12-1982            | 24              | 5            | #31 in de Nationale Hitparade / #25 in de TROS Top 50 / AVRO's Radio en TV-Tip Hilversum 3 |
| (Keep Feeling) Fascination                                    | 1983                  | 07-05-1983            | tip18           | -            |                                                                                            |
| The Lebanon                                                   | 1984                  | 26-05-1984            | 21              | 6            | #18 in de Nationale Hitparade / #20 in de TROS Top 50                                      |
| Louise                                                        | 1984                  | 06-10-1984            | tip13           | -            |                                                                                            |
| Human                                                         | 1986                  | 13-09-1986            | 13              | 8            | #16 in de Nationale Hitparade / AVRO's Radio en TV-Tip Radio 3                             |
| Tell Me When                                                  | 1995                  | 04-02-1995            | tip9            | -            |                                                                                            |

| Single met hitnotering(en) in de Vlaamse Ultratop 50 | Datum van verschijnen | Datum van binnenkomst | Hoogste positie | Aantal weken | Opmerkingen |
| ---------------------------------------------------- | --------------------- | --------------------- | --------------- | ------------ | ----------- |
| Don't You Want Me                                    | 1982                  | 23-01-1982            | 1               | 10           |             |
| Open Your Heart                                      | 1982                  | 10-04-1982            | 12              | 5            |             |
| Mirror Man                                           | 1982                  | 04-12-1982            | 17              | 24           |             |
| (Keep Feeling) Fascination                           | 1983                  | 28-05-1983            | 24              | 3            |             |
| The Lebanon                                          | 1984                  | 02-06-1984            | 16              | 2            |             |
| Human                                                | 1986                  | 06-09-1986            | 11              | 11           |             |
| I Need Your Loving                                   | 1986                  | 29-11-1986            | 29              | 3            |             |
| Tell Me When                                         | 1995                  | 11-02-1995            | 21              | 6            |             |

### NPO Radio 2 Top 2000
| Nummer met noteringen in de NPO Radio 2 Top 2000 | '99 | '00  | '01  | '02  | '03  | '04  | '05-'12 | '13  | '14  | '15  | '16  | '17  | '18  | '19  | '20  | '21  | '22  | '23  | '24  |
| ------------------------------------------------ | --- | ---- | ---- | ---- | ---- | ---- | ------- | ---- | ---- | ---- | ---- | ---- | ---- | ---- | ---- | ---- | ---- | ---- | ---- |
| Don't You Want Me                                | 928 | 1250 | 1464 | 1528 | 1729 | 1992 | -       | 1908 | 1786 | 1696 | 1620 | 1642 | 1615 | 1589 | 1587 | 1454 | 1504 | 1392 | 1393 |

1. ↑  Een '-' betekent dat het nummer niet was genoteerd en een vetgedrukt getal geeft de hoogste notering aan.